# Ius post bellum
Ius post bellum (en latín: justicia después de la guerra)  es un concepto que trata de la moralidad en la fase de terminación de la guerra, incluida la responsabilidad de reconstruir. La idea tiene cierto trasfondo histórico como concepto en la teoría de la guerra justa.  En los tiempos modernos, ha sido desarrollado por varios teóricos de la guerra justa y abogados internacionales.  Sin embargo, el concepto significa cosas diferentes para los contribuyentes en cada campo. Para los abogados, está mucho menos definido y muchos han rechazado por completo su utilidad.  El concepto sigue atrayendo el interés de los académicos en el campo del derecho internacional humanitario. 

## Antecedentes
Brian Orend cita a Immanuel Kant como el primero en considerar un enfoque triple de la moralidad del conflicto armado  y concluyó que se había pasado por alto una tercera rama de la teoría de la guerra justa, la moralidad de la fase de terminación de la guerra.  Un concepto relacionado con el ius post bellum es la lex pacificatoria, la ley de establecimiento de la paz mediante un tratado  para introducir la fase de ius post bellum. 

## Objetivo
La finalidad del concepto y su utilidad depende de si se considera un concepto moral o jurídico. Su utilidad como cuestión de derecho es muy confusa. Como concepto en la teoría de la guerra justa, el debate sobre el ius post bellum considera una serie de cuestiones: 
- Proporcionar condiciones para el fin de la guerra. Una vez que se han reivindicado los derechos de una comunidad política, la continuación de la guerra se convierte en un acto de agresión.
- Proporcionar lineamientos para la construcción de tratados de paz.
- Proporcionar directrices para la reconstrucción política de los estados derrotados.
- Impedir condiciones de paz draconianas y vengativas; los derechos por los que lucha un Estado justo en una guerra imponen las limitaciones sobre lo que se puede exigir del beligerante derrotado.

Así, las áreas dentro de las cuales se aplica el ius post bellum pueden incluir la restricción de la conquista, reconstrucción política, especialmente en el caso de genocidio y crímenes de guerra, y reconstrucción económica, incluidas la restauración y las reparaciones. 